# Joan D. Vinge
Joan D. Vinge (Baltimore, 2 de abril de 1948) es una escritora de ciencia ficción estadounidense, más conocida por su galardonada novela The Snow Queen —acreedora del Premio Hugo a la mejor novela 1981— y sus secuelas, además de la serie basada en un telépata llamado "Cat" y el superventas Return of the Jedi Storybook.
Estudió antropología en la Universidad Estatal de San Diego. Contrajo matrimonio con el escritor de ciencia ficción Vernor Vinge y luego con el editor James Frenkel, con quien tiene dos hijos.
Varios de sus trabajos han recibido reconocimiento: además del Premio Hugo a la mejor novela de 1981, Eyes of Amber recibió el Premio Hugo a la mejor novela corta en 1978; también ha sido nominada varias veces para el Premio Nébula.

## Obras
- Tiamat Cycle
  - La reina de la nieve (Snow Queen) (1980)
  - El límite del mundo (World's End) (1984)
  - The Summer Queen (1991)
  - Tangled Up in Blue (2000)

- Cat Cycle
  - Psion (Psion) (1982)
  - La zarpa del gato (Catspaw) (1988)
  - Dreamfall (1996)

- Heaven Chronicles
  - Los proscritos del cinturón de hielo (The Outcasts of Heaven Belt) (1978)

Otras novelas
- Tarzan, King of the Apes (1983)
- Lady Halcón (Ladyhawke) (1985)
- The Santa Claus Storybook (1985)
- Santa Claus: The Movie (1985)
- Willow (1988)
- Lost in Space (1998)
- Cowboys & Aliens (2011), también publicada como Cowboys and Aliens (2011)

### Poesía
- Phoenix (1978)
- Sun and chimes dropping (1978)
- Alien Lover (1980)
- There Are Songs (1980)